# Veratrum versicolor
Veratrum versicolor là một loài thực vật có hoa trong họ Melanthiaceae. Loài này được Nakai miêu tả khoa học đầu tiên năm 1937.